# Dolga Njiva pri Šentlovrencu
Dolga Njiva pri Šentlovrencu este o localitate din comuna Trebnje, Slovenia, cu o populație de 68 de locuitori.